# Isòvol
Isòvol – gmina w Hiszpanii,  w Katalonii, w prowincji Girona, w comarce Baixa Cerdanya.
Powierzchnia gminy wynosi 10,80 km². Zgodnie z danymi INE, w 2005 roku liczba ludności wynosiła 231. Wysokość bezwzględna gminy równa jest 1088 metrów. Współrzędne geograficzne Isòvol to 42°23′58″N 1°50′21″E. Kod pocztowy do gminy to 17539. Burmistrzem Isòvol jest Pere Oliu i Casamitjana.

## Dynamika populacji
- 1991 – 175
- 1996 – 189
- 2001 – 189
- 2004 – 202
- 2005 – 231

## Miejscowości
W skład gminy Isòvol wchodzą trzy miejscowości, w tym miejscowość gminna o tej samej nazwie:
- All – liczba ludności: 146
- Isòvol – 40
- Olopte – 45